# Iran-e Nou
Iran-e-Nou (persiska: ایران نو "Nya Iran") var ett kortlivat auktoritärt och socialt progressivt nationalistparti i Iran som grundades 1927 av landets hovminister, officeren Abdolhosein Teymurtash, under Reza Pahlavis styre. 

## Historia
Iran-e Nou grundades i juli 1927 av en grupp iranska moderna reformister kring hovministern Abdolhossein Teymourtash i ett försök att införa enpartistat i Iran. Bland grundarna fanns generalen Morteza Yazdanpanah, justitieministern Ali Akbar Davar och ämbetsmannen Farajollah Bahrami. Davar skulle grunda Irans moderna rättsväsende och Bahrami var Reza Pahlavis privata sekreterare. 
Iran-e Nou inlemmade de flesta befintliga partierna i sin organisation och lyckades mobilisera ett starkt stöd för Reza Pahlavis reformpolitik. Men det plågades av inre konflikter eftersom medlemmarna i praktiken hade olika politiska prioriteringar. Shahen själv fann partiet otympligt för att genomdriva samhällsförändring och lät 1928 upplösa dess organisation. Iran-e Nou ersattes av dess utlöpare Framstegspartiet (Hezb-e Taraqqi).

## Ideologi

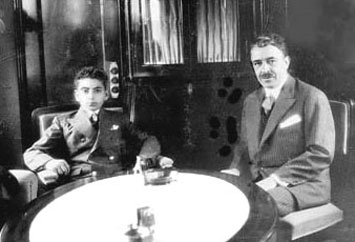
Teymurtash och kronprins Mohammad Reza Pahlavi, 1932

Partiet hade mottot: "Lojalitet till shahen och hängivenhet till framsteg". Partiet förespråkade nationalism, sekularism och antiklerikalism. Antiklerikalismen kom till uttryck i ocensurerad kritik av islam och i att muslimska präster, mullor, var förbjudna att bli medlemmar i partiet.

Partiets nationalistiska och rojalistiska inriktning framgår av partiprogrammets ordalydelse:
| ”            | Irans självständighet under Pahlavis fana; Irans framsteg genom Reza Shahs strävan för modernitet och civilisation; motstånd mot utländskt inflytande; kritik av alla reaktionära och subversiva idéer. | „ |
| – Iran-e Nou | |   |

Partiprogrammets formulering "motstånd mot utländskt inflytande och kritik av alla reaktionära och subversiva idéer" syftade på det Brittiska imperiets och Sovjetunionens inblandning i Irans politik. 1927 förbjöds alla socialistiska och kommunistiska grupperingar i landet.
Iran-e Nou förespråkade rojalism och auktoritarianism inom ramen för landets konstitution. Brittiska diplomaterfann partiet hotfullt och karaktäriserade det som "fascistiskt".